# إنريكي جاكسون
إنريكي جاكسون (بالإسبانية: Enrique Jackson)‏ هو سياسي مكسيكي، ولد في 24 ديسمبر 1945 في لوس موتشيس في المكسيك. حزبياً، نشط في الحزب الثوري المؤسساتي. وقد انتخب عضو مجلس الشيوخ من المكسيك وانتخب عضو مجلس النواب المكسيك.